# بامبي لي سافاج
بامبي لي سافاج (بالإنجليزية: Bambi Lee Savage)‏ هي ملحنة ومغنية مؤلفة ومغنية أمريكية، ولدت في 1963.